# M/S Elfkungen
Ej att förväxla med turbåten Älvkungen på Vindelälven
M/S Elfkungen är ett svenskt passagerarfartyg.
M/S Elfkungen byggdes i stål som S/S Wärsta för Medelpads Ångfartygs AB i Sundsvall och sattes in i trafik mellan Sundsvall och Wärsta via Alnön. Hon har bytt ägare och namn vid flera tillfällen. 
Fartyget, som döpts om till Skön, fick ny ångpanna och ångmaskin 1891 och blev fullständigt ombyggd vid AB Mohögs Mekaniska Verkstad år 1919. Efter ägarnas konkurs i augusti 1931 lades hon upp och såldes tre år senare till Sundsvalls Förenade Stuveri AB. Hon gick som stuveribåt till 1954 och utrustades med en dieselmotor på 115 hästkrafter år 1957.
År 1959 fick hon ny ägare igen, döptes om till Sommarö, och sattes in på leden Gävle–Limön. Hon övertogs av Wäddö Kanalbolag år 1988 och renoverades vid Mälarvarvet i Stockholm. Efter bolagets konkurs 1992 såldes hon till Rederi AB Astrea i  Göteborg, ägt av Britmari Brax (född 1939), och döptes om till Astrea af Stockholm. Sedan år 2005 ägs hon av Rederi AB Strömkarlen i Trollhättan, omdöpt till Elfkungen och seglar turistrafik på Trollhätte kanal.

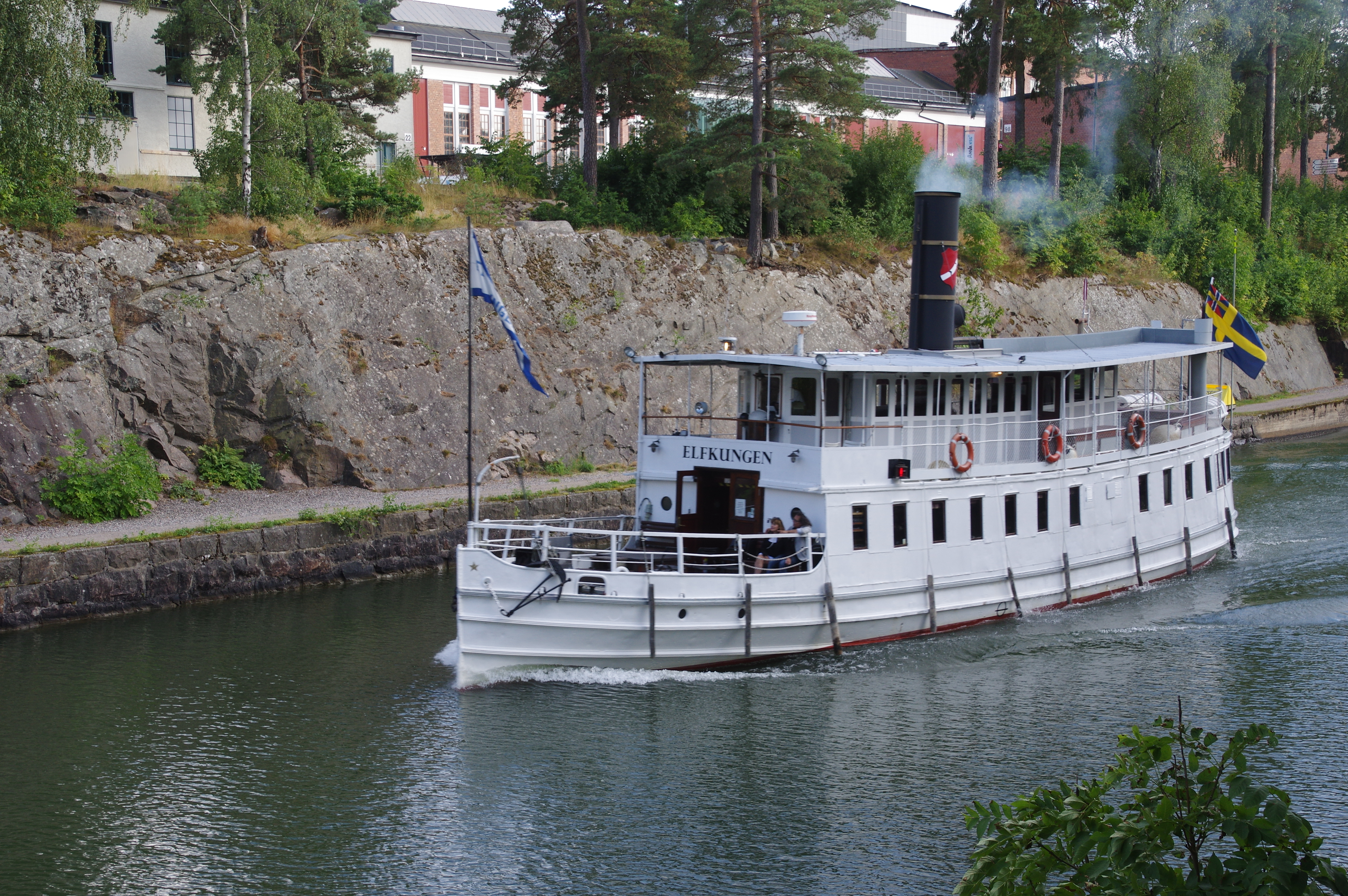
M/S Elfkungen på Trollhätte kanal.

Statens maritima museer K-märkte fartyget år 2007.